# Об'єкт 476
Об'єкт 476 (шифр «Кедр») — радянський дослідний основний бойовий танк на базі Т-64А. Розроблений в 1970-х роках у конструкторському бюро Заводу імені Малишева. Проєкт мав на меті відпрацювання технологій зі встановлення нового на той час двигуна 6ТД.
Виготовлено 5 машин на базі Т-64Б, які пройшли військові випробування. Їм було присвоєно індекс Т-64БМ.

## Історія створення
Після прийняття на озброєння Т-64А постало питання подальшого підвищення характеристик нового танка. Оскільки нові західні танки у першій половині 1970-х перевершували наявні на озброєнні та перспективні радянські середні танки за рухливістю, основні роботи велися у напрямку вдосконалення силової установки. У 1975 році було розпочато дослідну конструкторську роботу на цю тему під керівництвом Н. К. Рязанцева. Через те, що двигун 5ТДФ і так працював майже на межі своїх можливостей, подальше його форсування було на той момент неможливе, тому підвищення потужності до 1000 к.с. було запропоновано перейти до 6-циліндрової схеми. Пропозиція отримала схвалення в Міністерстві оборонної промисловості.
У 1976 році був виготовлений перший дослідний зразок, який пройшов чистові та заводські випробування. У період з 1976 по 1979 роки було зібрано три дослідні танки «Об'єкт 476». Машини створювалися на базі танка Т-64А, проте використовували нову башту з покращеними броньовими властивостями конструкції Миколи Шоміна. Крім того, моторно-трансмісійний відсік було переобладнано під установку двигуна 6ТД-1.
До 1979 «Об'єкт 476» пройшов міжвідомчі випробування. За результатами випробувань було прийнято рішення про розробку конструктивних і технічних рішень щодо переобладнання танків Т-64А, Т-64АК, Т-64Б і Т-64Б1, що знаходились у виробництві та проходили капітальний ремонт, а отримані науково-технічні напрацювання по конструкції нової башти використовувати надалі під час створення нового танка «Об'єкт 478».
Технічна документація на модернізацію з ремоторизацією (а для Т-64А та АК раннього випуску — також із заміною башти на серійну зразка 1975 року з керамічним наповнювачем із корундових куль) була затверджена 25 січня того ж року, але реально процес почався тільки у грудні 1983, вівся в обмежених обсягах, і в 1985 був завершений; модернізовані танки отримали позначення Т-64АМ, Т-64АКМ, Т-64БМ та Т-64Б1М.

## Опис конструкції
На танках «Об'єкт 476» встановлювалася нова лита башта, яка мала комбінований тип броні у лобовій проєкції. Між сталевими стінами розміщувалися броньові пластини, заповнені поліуретаном. Згодом така конструкція башти була використана при створенні танків «Об'єкт 478» та Т-80А.
Основне озброєння «Об'єкта 476» становила стандартна для радянських танків 125-мм гладкоствольна танкова гармата 2А46. Боєкомплект складав 42 постріли. Гармата оснащувалась стабілізатором 2Е26. З гарматою був спарений 7,62-мм кулемет ПКТ з боєкомплектом 1500 патронів, що возиться. Для боротьби з повітряними цілями та легкоброньованою технікою на башті командира встановлювався 12,7-мм зенітний кулемет НСВТ з боєкомплектом у 300 набоїв.